# Szyjka od butelki
Szyjka od butelki (duń. Flaskehalsen) – baśń literacka autorstwa Hansa Christiana Andersena, wydana po raz pierwszy w Kopenhadze w grudniu 1857 roku.

## Publikacja
Andersenowska baśń literacka Szyjka od butelki została po raz pierwszy opublikowana w grudniu 1857 roku w Kopenhadze przez wydawnictwo C.A. Reitzel w Kalendarzu ludowym dla Danii. 1858 (duń. Folkekalender for Danmark. 1858) z ilustracjami rysownika Vilhelma Pedersena. W katalogu dzieł Hansa Christiana Andersena autorstwa B.F. Nielsena baśń opatrzona jest numerem 766. Utwór został wznowiony za życia pisarza dwukrotnie: w 1858 i 1863 roku.

## Polskie przekłady
Baśń została przetłumaczona na język polski:
- 1901 – Szyjka od butelki: Maria Glotz (tłum.): Nowe powieści czarodziejskie Andersena. T. 2. Warszawa. Brak numerów stron w książce
- 1905 – Historia o flaszce: Wanda Młodnicka (tłum.): Wybór bajek Andersena. Lwów. Brak numerów stron w książce
- 1931 – Szyjka od butelki: Stefania Beylin (tłum.): Baśnie. Warszawa. Brak numerów stron w książce
- 2006 – Szyjka od butelki: Bogusława Sochańska (tłum.): Baśnie i opowieści. Tom II 1852–1862. Poznań. s. 161–168. ISBN 978-83-7278-194-9. (z oryginału duńskiego)

## Fabuła
Streszczenia dokonano na podstawie wersji duńskiej.
W wąskiej uliczce stoi stary dom z muru pruskiego. Mieszkają w nim ubodzy ludzie. Na najbardziej zniszczone wygląda poddasze. Pod oknem w attyce wisi zardzewiała klatka z makolągwą. Za poidełko służy odwrócona szyjka butelki. Przy otwartym oknie stoi kobieta w podeszłym wieku i ozdabia klatkę świeżą trawą dla swojego konopnika.
Szyjka butelki „myśli”, że ptaszek ma szczęście, bo ma całe ciało i może śpiewać. Żali się, że sama straciła brzusiec i nie ma możliwości śpiewania. Wspomina, że kiedyś była całą butelką i wtedy nazywano ją „prawdziwym skowronkiem”. Opowiada w myślach o swoich dawnych przeżyciach, zanim stała się poidłem.
Pamięta swoje powstanie w hucie szkła, gdzie butelki rodzą się z ognia. Zastanawia się nad losem: szlachetność materiału i forma nadają butelce wartość. Zostaje zapakowana i trafia do piwnicy handlarza winem. Po raz pierwszy doświadcza płukania, co jest dla niej dziwnym uczuciem. Czuje się pusta i niepełna, jakby czegoś jej brakowało. Zostaje napełniona wyśmienitym winem, zakorkowana i oznaczona jako „Pierwszy gatunek”. Pełna wina, śpiewa w duchu o winnicach, słońcu i młodych ludziach, chociaż ich nie zna.
Pewnego ranka młody mężczyzna kupuje ją jako najlepsze wino na piknik. Trafia do kosza z jedzeniem: szynką, serem, kiełbasą, masłem i świeżym chlebem. Piękna córka kuśnierza własnoręcznie pakuje jedzenie i trunek do kosza, nieświadoma, że butelka ją widzi.
Rodzina jedzie do lasu, a koszyk z jedzeniem spoczywa na kolanach dziewczyny. Z koszyka wystaje szyjka butelki z czerwonym lakiem na korku, która patrzy na dziewczynę i młodego sternika. Młody sternik to przyjaciel z dzieciństwa córki kuśnierza i syn portrecisty, który właśnie zdał egzamin i jutro wypływa w daleki rejs. Podczas pakowania wiele mówi się o jego podróży, co odbiera radość pięknej córce kuśnierza. Młodzi spacerują po zielonym lesie, rozmawiają, ale butelka nie słyszy, o czym mówią. Dopiero po dłuższym czasie wyjmują butelkę, a wszyscy zaczynają się śmiać i radować. Ojciec otwiera butelkę, a korek wydaje dźwięk „plum” i wino wesoło chlupocze. Wznoszą toast za narzeczonych, a młody sternik całuje swoją narzeczoną. Rodzice życzą szczęścia i błogosławieństwa, a młody mężczyzna obiecuje ślub za rok. Wznosi butelkę w górę, mówi, że była z nim w najpiękniejszym dniu życia, i rzuca ją w powietrze. Butelka wpada do trzcin przy leśnym stawie i rozmyśla o swojej nowej roli.
Dwóch chłopców znajduje butelkę i zabiera ją do domu. Matka pakuje rzeczy dla ojca, który wieczorem uda się do miasta, by pożegnać syna. Chłopcy przynoszą dużą butelkę, idealną na gorzki likier ziołowy dla marynarza. Butelka znowu wyrusza w podróż i trafia na statek młodego sternika, który jej nie rozpoznaje. Teraz służy jako pojemnik na lekarstwo i zyskuje przydomek „Aptekarz” albo „Skowronek Petera Jensena”.
Niestety statek tonie, a sternik wrzuca wiadomość w butelce do morza. Nie jest świadomy, że to ta sama butelka, z której pił toast za miłość i powrót. Butelka unosi się na falach z ostatnim pożegnaniem w środku, przemierza morza przez długie miesiące. W końcu dociera do obcego lądu, gdzie nikt nie rozumie języka wspomnień, które w niej pozostały.
W końcu butelka zostaje wyciągnięta, a kartka dokładnie studiowana. Ludzie domyślają się, że butelka została wrzucona do morza, ale treść pozostaje tajemnicą. Butelka trafia do szafy w dużym domu. Przy każdej wizycie gości kartka jest znów wyjmowana i obracana, aż staje się nieczytelna. Po roku butelka trafia na strych i pokrywa się kurzem oraz pajęczynami. Wspomina swoje dawne dni, kiedy nosiła czerwone wino i list pełen sekretów.
Mija dwadzieścia lat, aż dach domu zostaje zdjęty i ktoś ponownie zauważa butelkę. Butelka nie rozumie języka, który słyszy, bo dwadzieścia lat ciszy niczego jej nie nauczyło. Zostaje umyta i czuje się znów młoda i przezroczysta, ale kartka przepada w czasie mycia.
Butelka zostaje napełniona ziarnem, zakorkowana i starannie zapakowana. Nie widzi światła, lecz odbywa podróż, której celu nie zna, aż zostaje rozpakowana. Rozpoznaje wreszcie swój ojczysty język i czuje, że wróciła do domu. Trafia do piwnicy, gdzie ma pozostać zapomniana, lecz czuje się tam dobrze. Pewnego dnia butelka zostaje wyjęta na uroczystość w ogrodzie, gdzie służy jako lampion. Otoczona światłem i muzyką, czuje się znów potrzebna i szczęśliwa.
Przechodzi obok niej para zakochanych, co przypomina jej dawną historię miłosną. Potem trafia do handlarza winem, zostaje napełniona i sprzedana baloniarzowi. Podczas lotu balonem widzi świat z góry i czuje, że osiąga szczyt swojego życia. Butelka spada z balonu z zawrotną prędkością i robi koziołki w powietrzu. Czuje się młoda i szalona, choć jest tylko do połowy pełna winem. Rozbija się o dach, a jej odłamki rozpraszają się po całym podwórzu. Tylko szyjka butelki pozostaje cała, jakby przecięta diamentem.
Dozorca uznaje, że szyjka może posłużyć jako poidełko dla ptaków. Oddaje ją starej pannie z poddasza, która wiesza ją przed klatką śpiewającego ptaszka. Szyjka butelki uważa, że ptak ma szczęście, mogąc tak pięknie śpiewać. W pokoju kobieta rozmawia z przyjaciółką o mirtowym drzewku przy oknie. Mówi, że pochodzi ono ze szczepki otrzymanej po zaręczynach, które nigdy nie zakończyły się ślubem. Szyjka butelki nie rozpoznaje jej i nie słucha wspomnień, bo myśli tylko o sobie.

## Adaptacje filmowe
- 2005, Pan Andersen opowiada, duńsko-brytyjsko-niemiecki serial animowany (odcinek 30 – Flaskehalsen, Rozbita butelka)[3].

## Galeria

Ilustracje baśni Szyjka od butelki
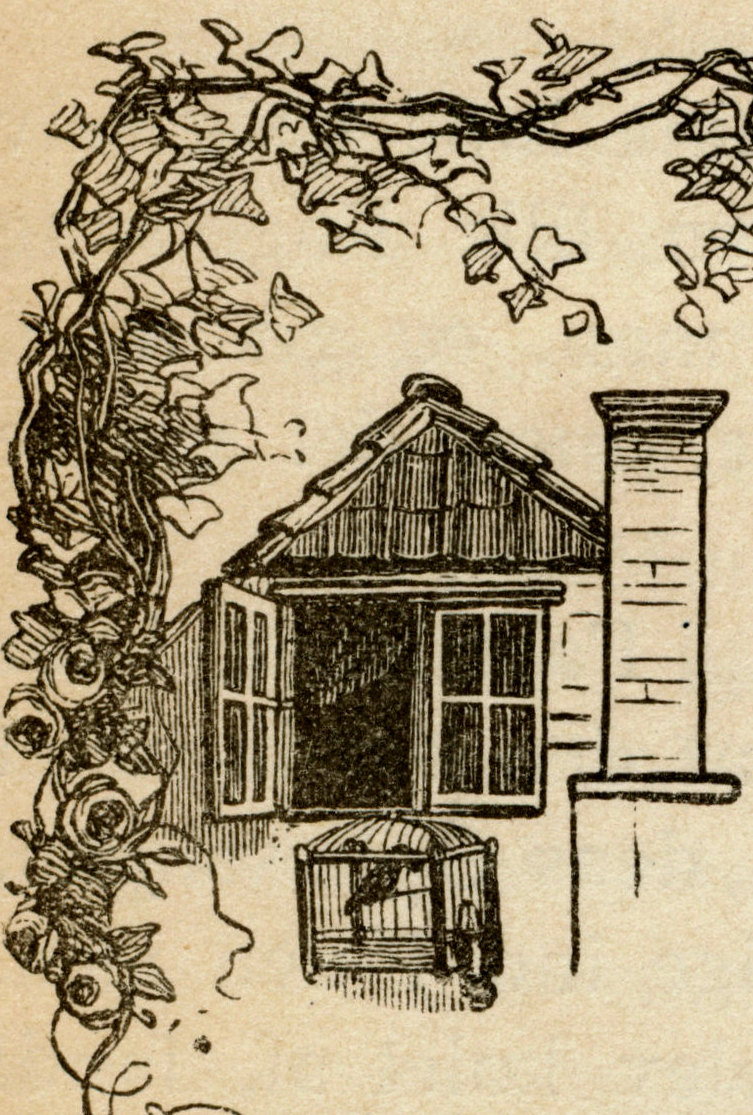
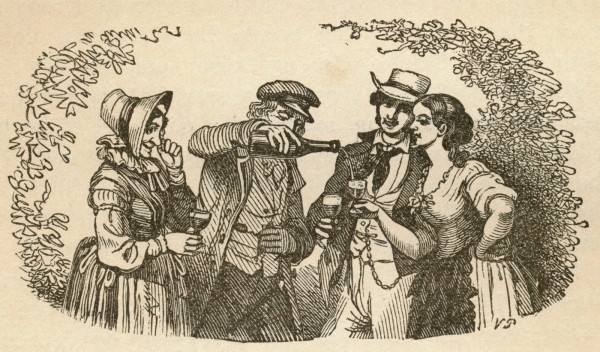
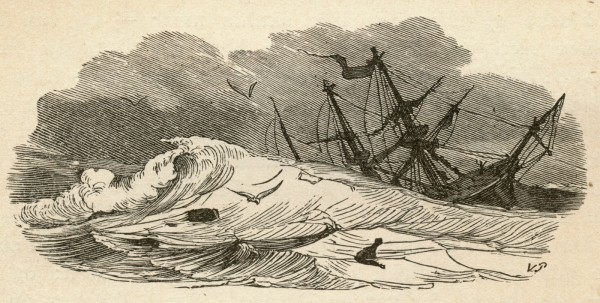